# Graçay
Graçay ist eine französische Gemeinde mit 1.245 Einwohnern (Stand: 1. Januar 2022) im Département Cher in der Region Centre-Val de Loire; sie gehört zum Arrondissement Vierzon und zum Kanton Vierzon-2. Die Einwohner werden Graçayais und Graçayaises genannt.

## Auszeichnungen
Die Gemeinde erhielt die Auszeichnung „Zwei Blumen“, die vom Conseil national des villes et villages fleuris (CNVVF) im Rahmen des jährlichen Wettbewerbs der blumengeschmückten Städte und Dörfer verliehen wird.

## Geographie
Graçay liegt etwa 32 Kilometer westnordwestlich von Bourges am Fluss Fouzon und seinem Zufluss Pozon. Umgeben wird Graçay von den Nachbargemeinden Genouilly im Norden und Nordosten, Nohant-en-Graçay im Osten, Luçay-le-Libre im Südosten, Meunet-sur-Vatan im Süden, Reboursin im Süden und Südwesten, Saint-Outrille im Westen, Orville im Westen und Nordwesten sowie Anjouin im Nordwesten.
Durch die Gemeinde führt die frühere Route nationale 722 und im äußersten Südosten die Autoroute A20.

## Bevölkerungsentwicklung
| Jahr                       | 1962 | 1968 | 1975 | 1982 | 1990 | 1999 | 2006 | 2012 | 2019 |
| Einwohner                  | 1889 | 2043 | 2019 | 1844 | 1559 | 1562 | 1527 | 1459 | 1432 |
| Quellen: Cassini und INSEE |      |      |      |      |      |      |      |      |      |

## Sehenswürdigkeiten

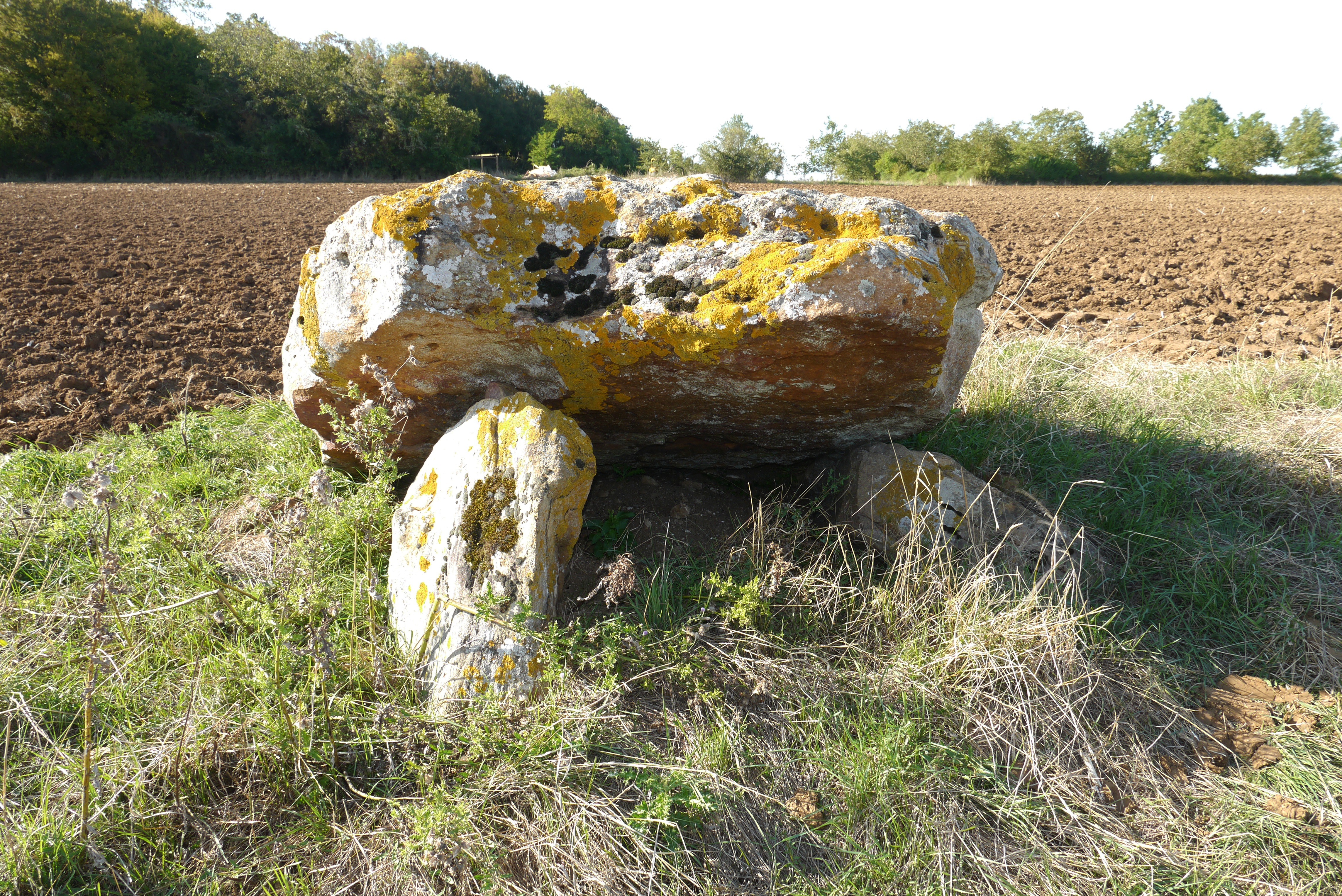
Dolmen La Pierre Levée

- Dolmen, seit 1889 als Monument historique klassifiziert
- Kirche Notre-Dame, seit 1992 als Monument historique eingeschrieben
- Reste der ehemaligen Kirche Saint-Martin aus dem 11. Jahrhundert, seit 1930 als Monument historique eingeschrieben
- Schloss Coulon aus dem 16. Jahrhundert, seit 1994 Monument historique mit teils klassifizierten Teilen
- Reste der mittelalterlichen Befestigung

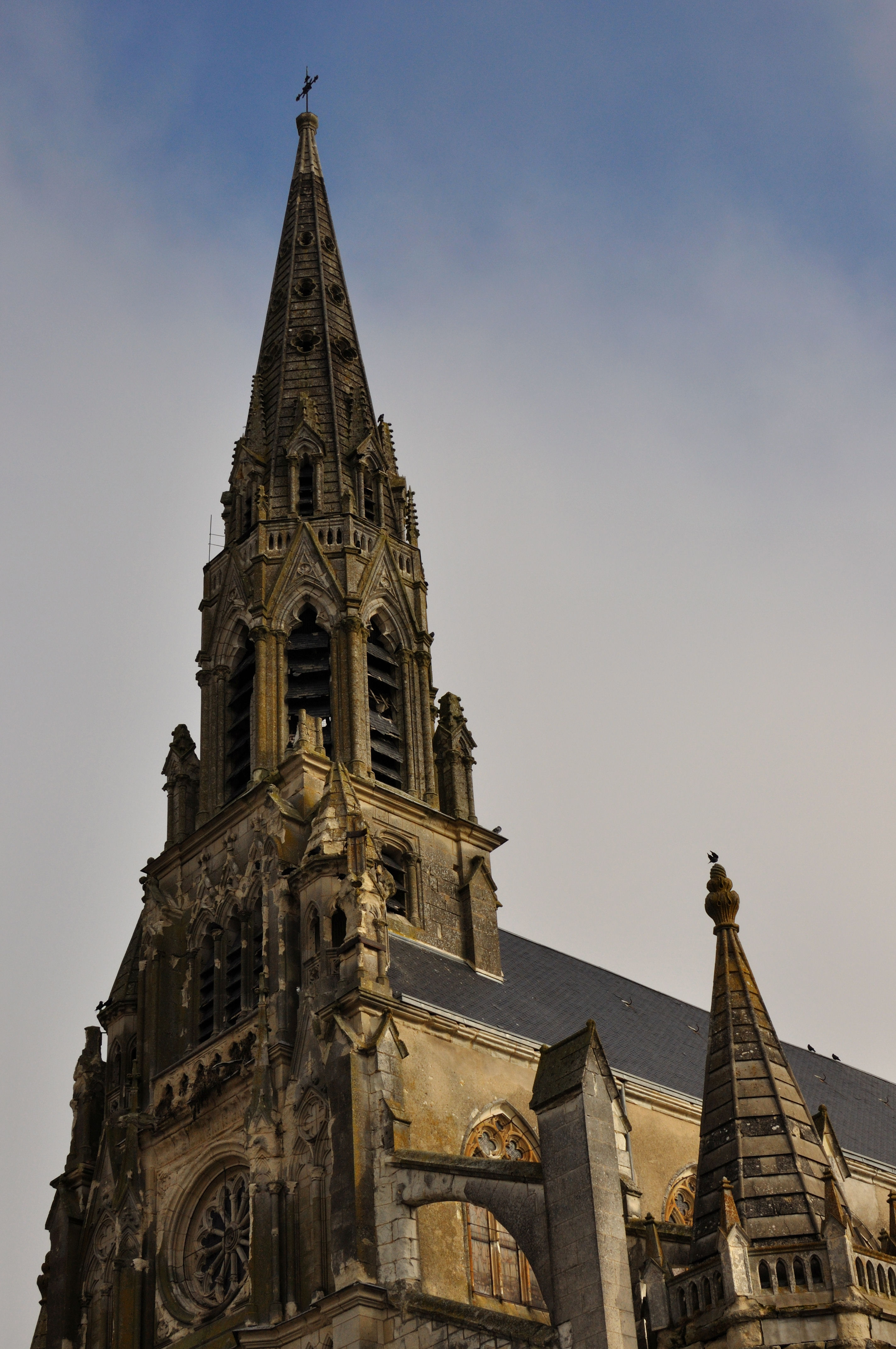
Kirche Notre-Dame